# Duke Nukem II
 (mai 2019).
Si vous disposez d'ouvrages ou d'articles de référence ou si vous connaissez des sites web de qualité traitant du thème abordé ici, merci de compléter l'article en donnant les références utiles à sa vérifiabilité et en les liant à la section « Notes et références ».
Duke Nukem II est un jeu de plate-forme sorti en 1993 et publié par Apogee Software. Il est le deuxième volet de la saga des Duke Nukem.

## Synopsis
De mauvais extra-terrestres décident de réduire l'humanité à l'esclavage. Ils capturent alors Duke Nukem, durant une interview sur sa récente autobiographie Why I'm so Great (« Pourquoi je suis si formidable »), afin d'utiliser son cerveau pour accroître leur pouvoir. Duke parvient à s'échapper et se lance dans une nouvelle quête de sauvetage du monde.
L'histoire du jeu a été reprise trait pour trait (excepté quelques noms) dans la version de Duke Nukem adaptée sur Game Boy Color en 1997.

## Système de jeu
Le but du jeu est de traverser sans encombre les différents niveaux qui se présentent devant Duke en usant de toutes les armes et objets qui lui sont offerts jusqu'à la sortie. Face aux divers robots, aliens et militaires, Duke doit apprendre à se servir des bonus (santé, power-up, etc.) et de son arme de base (pouvant être améliorée) :
- Arme de base : Un tir court touchant à peu près tous les ennemis. C'est l'arme par défaut.
- Laser : Un laser de couleur bleue qui peut détruire plusieurs ennemis sur un même écran, légèrement plus puissant que l'arme basique. Il peut aussi tirer à travers les murs.
- Lance-roquette : La plus puissante des armes, qui en un seul tir peut tuer plusieurs ennemis (mis à part les boss).
- Lance-flamme : Une arme incendiaire dotée de beaucoup de munitions. Elle est aussi dotée d'une fonction "jetpack" propulsant Duke vers des hauteurs normalement hors de portée.

Duke peut aussi ramasser divers objets :
- Canette de soda : Donne de la vie. Si le joueur possède suffisamment de vie, il peut tirer dedans pour gagner des points.
- Six-Pack : Donne 6 points de vie. Il est destructible avec une arme.
- Dinde : Se déplace rapidement et donne de la vie. Si Duke tire dessus avant d'être touché, elle se transforme en dinde grillée et redonne deux points de vie au lieu d'un.
- Santé Atomique : Donne de la vie. Donne beaucoup de points si le joueur a assez de vie.
- Boules de verre : Selon la couleur, donne un certain nombre de points.
- Lettres : De grosses lettres permettant d'écrire le mot "NUKEM" sont situées un peu partout dans chaque niveau. Dans l'ordre, elles offrent 100 000 points. Dans le désordre, elles font gagner seulement 10 000 points.
- Boules de cristal : Cachées dans les niveaux, elles offrent 10000 points

Par rapport au premier volet, Duke peut effectuer de nouveaux mouvement : se baisser pour éviter les tirs, tirer en l'air, et voler avec le fameux jet-pack qui deviendra plus tard indissociable du personnage. Si le héros se déplace quasiment tout le temps à pied, dans certains niveaux, il a un véhicule à disposition une sorte land-speeder armé d'un puissant laser. Le jeu se déroule sur quatre épisodes, chacun se terminant par un affrontement contre un boss.